# Peter Halaj
Peter Halaj (* 11. dubna 1968) je bývalý slovenský fotbalista.

## Fotbalová kariéra
V československé lize hrál za Duklu Banská Bystrica. Nastoupil v 18 ligových utkáních a dal 1 gól.

## Ligová bilance
| Ročník                                   | Zápasy | Góly | Klub                  |
| ---------------------------------------- | ------ | ---- | --------------------- |
| 1. československá fotbalová liga 1986/87 | 3      | 0    | Dukla Banská Bystrica |
| 1. československá fotbalová liga 1987/88 | 7      | 1    | Dukla Banská Bystrica |
| 1. československá fotbalová liga 1988/89 | 7      | 0    | Dukla Banská Bystrica |
| 1. československá fotbalová liga 1991/92 | 1      | 0    | Dukla Banská Bystrica |
| CELKEM                                   | 18     | 1    |                       |